# Théoden
Théoden is een personage uit In de Ban van de Ring, een trilogie van J.R.R. Tolkien.
Théoden was een koning van Rohan. Hij was de enige zoon van Thengel en werd geboren in Gondor. Hij had een speciale band met zijn zus Théodwyn. Toen zijn vader het koningschap van Rohan op zich nam, keerde hij naar Rohan terug. Théoden volgde Thengel, na zijn dood, op.
Théoden trouwde met Elfhild. Zij stierf bij de geboorte van hun zoon, Théodred. Théodwyn trouwde met Éomund, oppermaarschalk van de Mark. Zij kregen twee kinderen, Éomer en Éowyn. Éomund sneuvelde in 3002 en Théodwyn stierf niet veel later van verdriet. Théoden nam zijn neef en nicht op in zijn eigen huis.
Théoden had een 'raadgever' tijdens de aanloop van de Oorlog om de Ring: Gríma Slangtong, die Théoden langzaamaan geheel in zijn ban had genomen. Gríma was in dienst van Saruman. Théodred sneuvelde in een de Slagen van de Isen en Théoden raakte vervreemd met Éomer. Gandalf ontmaskerde Grima waarna Théoden zijn oude kracht terug kreeg. Hij leidde de monstering van Edoras om Erkenbrand te hulp te schieten tegen Sarumans troepen. Dit leidde tot de Slag om de Hoornburg in de Helmsdiepte, waar de Rohirrim de overwinning behaalde.
Gebonden aan de Eed van Eorl schoot Théoden Gondor te hulp toen dit belegerd werd door de troepen van Sauron. Théoden leidde zesduizend Ruiters naar Minas Tirith. Persoonlijk leidde hij de Rohirrim van Rohan naar de Slag van de velden van Pelennor. Nadat hij de cavalerie van de Zuiderlingen verslagen had, werd hij aangevallen door de Tovenaar-koning van Angmar, leider van de Nazgûl. Deze werd gedood door Merijn en Éowyn. Théoden sprak enkele laatste woorden tot Eowyn en benoemde de toegesnelde Éomer tot zijn opvolger. Daarna stierf hij. Hij werd tijdelijk bijgezet in Minas Tirith en later in Rohan begraven. Hij stond ook bekend als 'De Grote Koning van Edoras'.
Met Théoden eindigde de tweede lijn van koningen van Rohan. Zijn neef, Éomer, stond aan het begin van de derde tak.